# Burlington grófja
A Burlington grófja címet kétszer hozták létre. Először az angol főrendben 1664-ben, másodjára az Egyesült Királyság főrendjében 1831-ben. 1858 óta a Burlington grófja udvariassági címként szolgál a Devonshire hercegei számára. Hagyományosan a herceg unokája viseli, aki a herceg legidősebb fiának, Hartington márkinak a legidősebb fia.
A szócikk speciális jelölései
A szócikkhez szorosan kötődő főnemesi címek mellett előfordulhat a ( 1488 II) jelzés. Ez azt jelenti, hogy a nemesi címet az angol peerage-ben, főrendben hozták létre 1488-ban. Ez volt a cím második létrehozása. Gyakran csak a létrehozás sorszámát jelentő római számokat adjuk meg.
A dőlt betűs, kurzív nemesi cím jelentése: a viselő az apja (esetleg nagyapja) második (harmadik) címét viseli, az az ő az örökös vagy az örökös örököse.

## Burlington grófja (1664)
Az első létrehozás Richard Boyle, Cork 2. grófja számára történt 1664. március 20-án, ő korábban megkapta a Londesborough Clifford bárója ( 1664) címet. Mivel az Burlington grófi cím az angol főrendben jött létre, ezért előkelőbb volt, mint a korábban létrehozott ír főrendi Cork grófja, ezért a három Boyle a Burlington gróf címet használta. Burlington grófja Elizabeth Clifford, Clifford 2. bárónője férje volt. Legidősebb fiuk, Charles Boyle, Dungarvan 3. vikomtja 1691-ben anyját követve lett Clifford 3. bárója, de előbb halt meg, mint az apja. Ezért Dungarvan vikomt fia örökölte a címeket, 1694-től apját követve viselte a Clifford 4. bárója címet, majd apja halálát követve a Londesborough Clifford 2. bárója, Burlington grófja és a Cork grófja címeket. Egyetlen fia – Clifford , Londesborough Clifford 3. bárója, Burlington 3. és Cork 4. grófja – híres építész és mecénás volt. Két lánya született, de fia nem, így halálával, 1753-ban a Londesborough Clifford báró és a Burlingtoni gróf cím kihalt. A Cork grófi címet harmad-unokatestvére, az Orrery 5. grófja örökölte.
Charlotte Boyle lett a női ágon is örökölhető Clifford bárói cím örököse, ahogy a burlingtoni birtokokat is ő örökölte. William Cavendish, Devonshire 4. hercege felesége lett. Harmadik és legfiatalabb fiuk, George Cavendish-t 1831-ben Burlington grófjává ( 1831) és Keighley Cavendish báróvá emelte az uralkodó, az Egyesült Királyság főrendjében. Azóta a „Burlington grófja” címet hagyományosan a Devonshire herceg unokája viseli udvariassági címként, míg a „Hartington márkija” címet a hercegi cím örököse használja. A hercegi cím jelenlegi örököse úgy döntött, hogy továbbra is a Burlington grófja címet használja, mikor 2004-ben elhunyt a hercegi címet viselő nagyapja, ahelyett, hogy a rangban előkelőbb „Hartington márkija“ címet venné fel.

### Richard Boyle, Cork 2. grófja, majd Burlington 1. grófja (1664)PC
Élete során viselt további címei: Kinalmeaky Boyle 2. vikomtja, Lanesborough Clifford 1. bárója, Cork 2. grófja, Dungarvan 2. vikomtja, Youghal 2. bárója

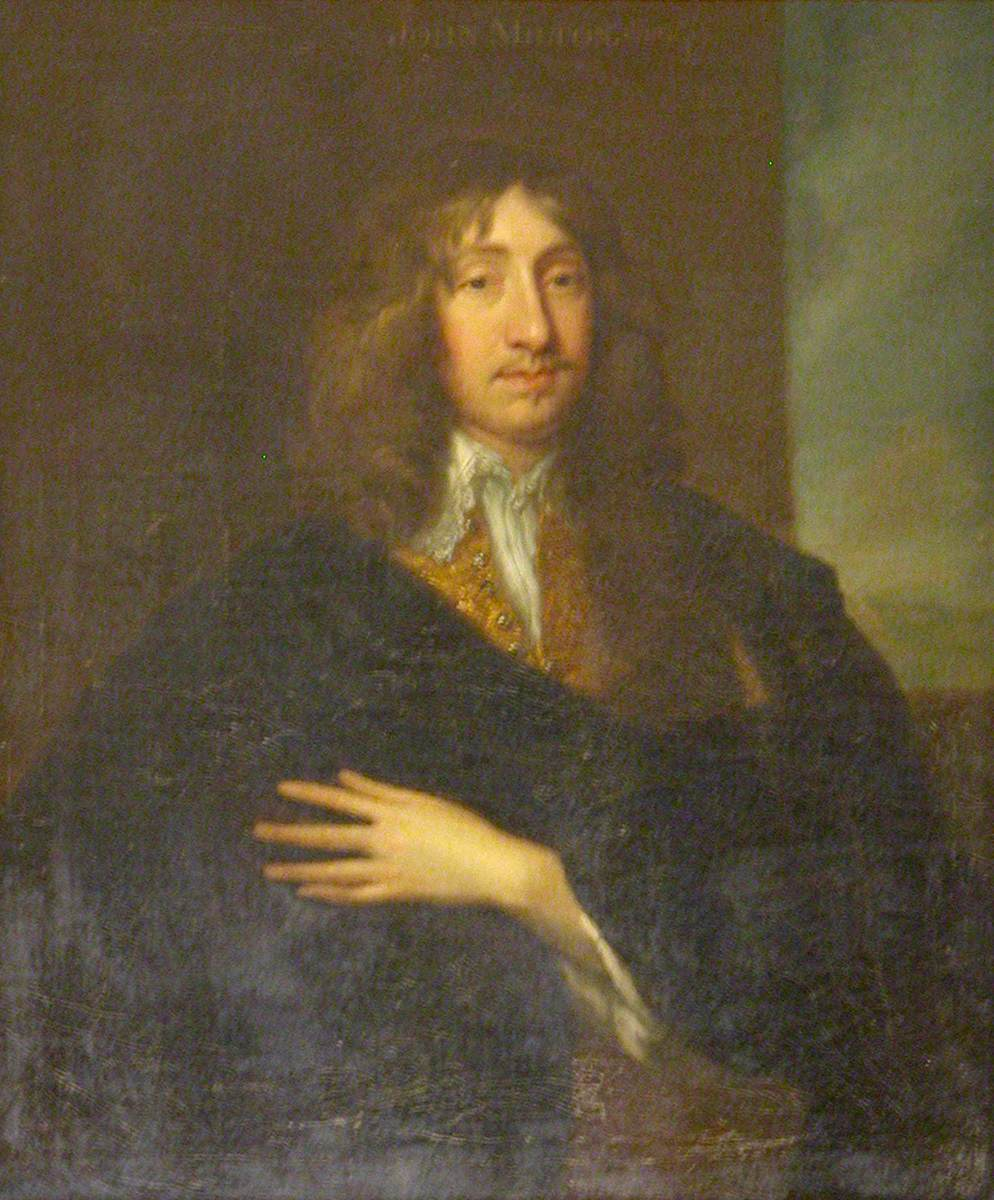
Richard Boyle, Burlington 1. grófja (1612–1698), olajfestmény vásznon, Jonathan Richardson műve Anthony van Dyck után, 1685 és 1745 között készült

Richard Boyle (1612. október 20. – 1697/98. január 15.) apja Richard Boyle, Cork 1. grófja volt. 1624-ben lovaggá ütötték, majd külföldi tanulmányútra indult. 1635-ben feleségül vette Elizabeth Cliffordot, Cumberland 5. grófjának lányát, akitől jelentős yorkshire-i birtokokat örökölt. 1639-ben saját költségén lovasszázadot állított ki I. Károly angol király szolgálatára. 1640-től az angol alsóház tagja volt Appleby képviselőjeként. 1641-ben Youghal kormányzójává nevezték ki. A következő évben az ír felkelők ellen vívott liscarrolli csatában aratott győzelmet.
1642-ben öccse halála után megörökölte Kinalmeaky Boyle vikomtja címet, majd 1643-ban apja halálával Cork grófja, Dungarvan vikomtja, Youghal bárója lett. Mivel összes címe az ír főrendben jött létre, ezért 1644-ben I. Károly az angol Lanesborough Clifford bárója címet adományozott neki, amely lehetővé tette, hogy részt vegyen a Lordok Háza munkájában. A polgárháború során a királypárti oldalon harcolt, majd a vereség után száműzetésbe kényszerült. A restauráció után visszatért Írországba, és 1660-tól egészen 1695-ig Írország főkincstárnoka volt. Ugyanebben az évben ír titkos tanácsossá is kinevezték. 1664-ben megkapta az angol Burlington grófja címet. Számos más hivatalos tisztséget is betöltött: volt West Riding (Yorkshire) helytartója, York város főjegyzője, valamint több alkalommal a Titkos tanács tagja.
1689-ben, mivel nem vett részt a jakobita ír parlament munkájában, törvényen kívül helyezték, de 1690-ben visszaállították a jogaiban. 1698. január 6-án hunyt el, és február 3-án temették el a yorkshire-i Londesborough-ban. Halála után unokája, Charles Boyle örökölte címeit.

### Charles Boyle, Burlington 2. grófjaPC

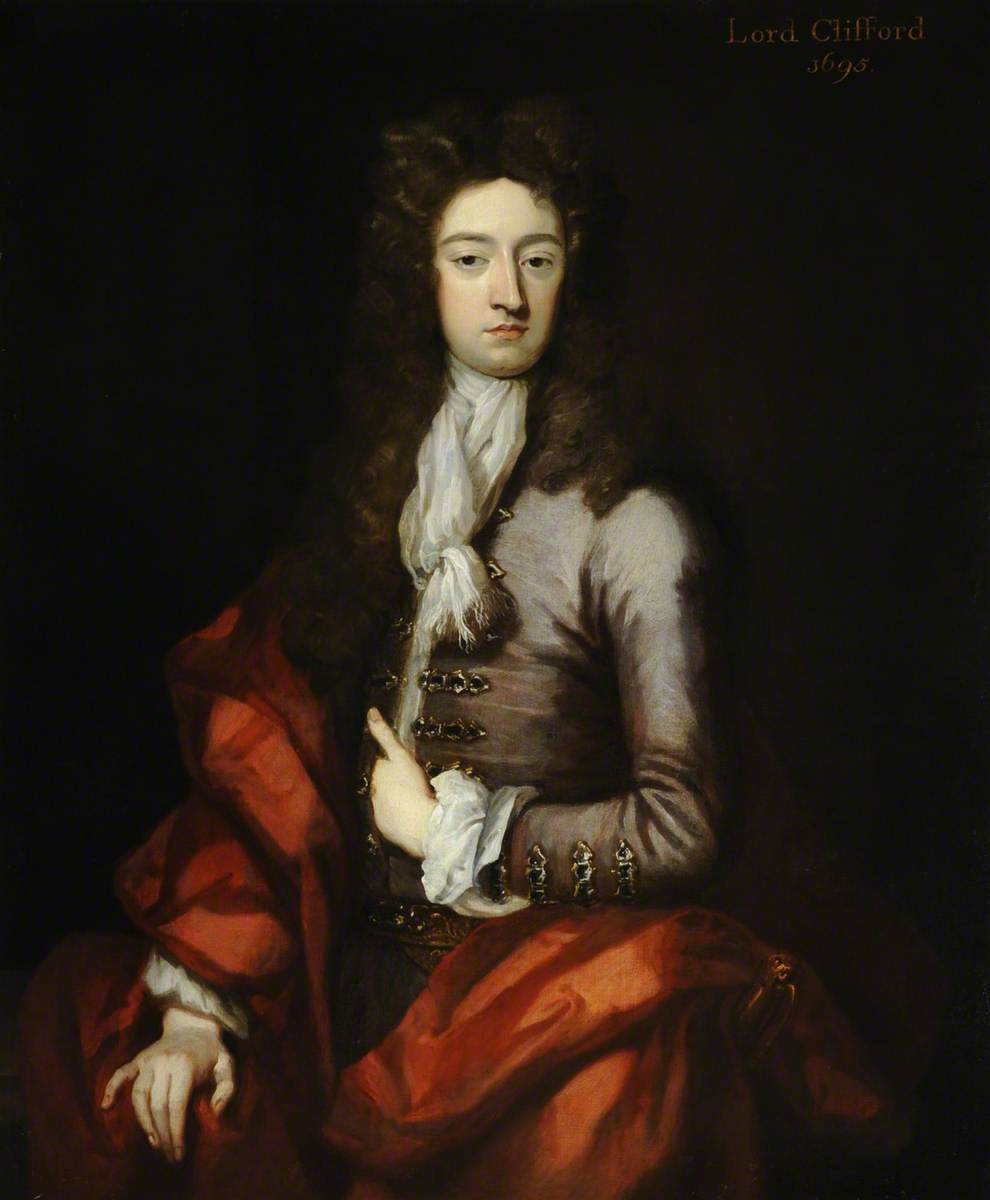
Charles Boyle, Cork 3. és Burlington 2. grófja, olajfestmény vásznon, Godfrey Kneller alkotása, 1695

Élete során viselt további címei: Kinalmeaky Boyle 3. vikomtja, Lanesborough Clifford 2. bárója, Cork 3. grófja, Dungarvan 4. vikomtja, Youghal 3. bárója, Clifford ??? bárója
Charles Boyle (~1673 – 1703/4. február 9.) hasonló nevű apja, Charles Boyle, Lanesborough Clifford 2. bárója és Jane Seymournak – William Seymour, Somerset 2. hercege lányának – a fia volt. 1688-ban vette feleségül Juliana Noelt. Politikai pályáját 1690-ben kezdte, amikor Appleby képviselőjeként bekerült az angol parlamentbe, és ugyanebben az évben Cork megye kormányzójává nevezték ki. 1694-ben apja halálával örökölte az ír Dungarvan vikomt, az angol Lanesborough Clifford báró és Clifford báró címeket.
1695-ben bekerült az ír titkos tanácsba, és Írország főkincstárnokává nevezték ki. 1697-ben a király személyes szolgálatában is szerepet kapott, amikor III. Vilmos kamarásává lett. 1698-ban nagyapja halálával örökölte az Cork és Burlington grófi címeket, valamint az ír Kinalmeaky Boyle vikomt, a Bandon Bridge bárója, és Youghal Boyle bárója címeket.
1699-től haláláig a West Riding of Yorkshire hadnagya, 1701-től pedig Yorkshire helyettes admirálisa. 1702-ben tagja lett az angol Titkos tanácsnak is, és ugyanebben az évben kinevezték a skót-angol unióról tárgyaló bizottság tagjává. 1704. február 9-én hunyt el a London melletti Chiswickben, február 28-án temették el a yorkshire-i Londesborough-ban.

### Richard Boyle, Burlington 3. grófjaKG
Cork 4. grófja, Clifforrd 5. bárója

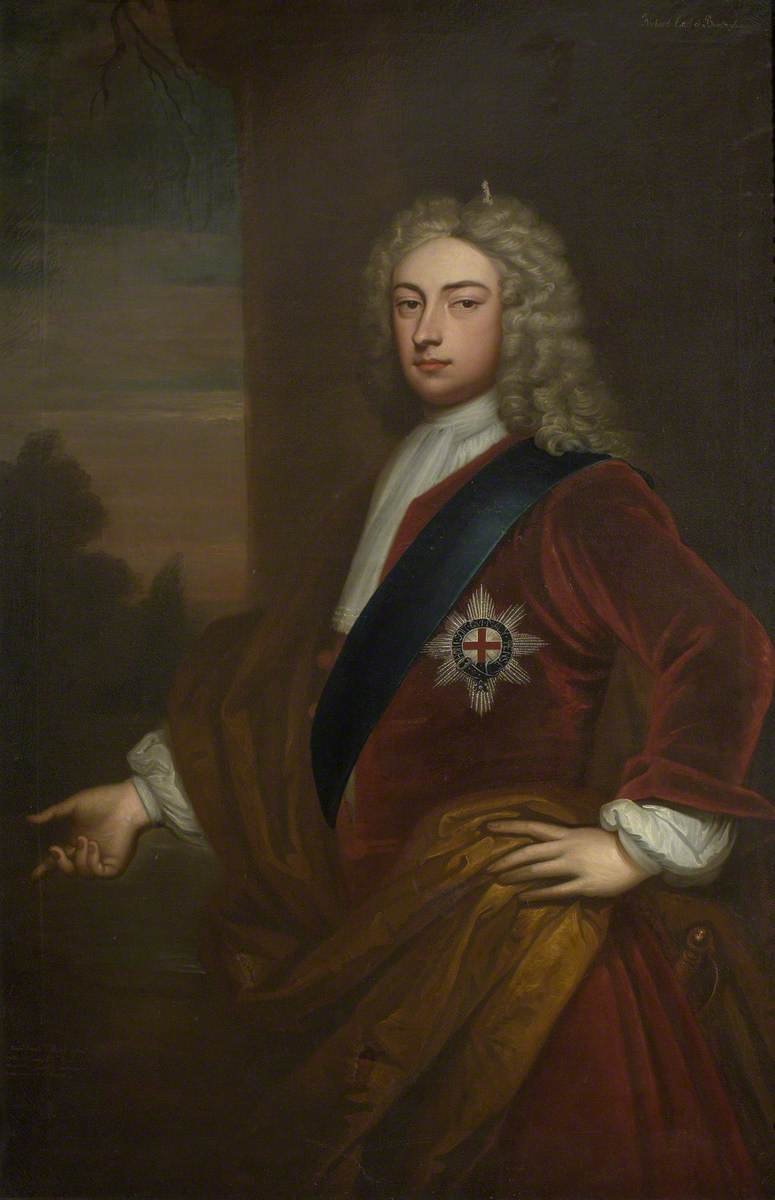
Richard Boyle, Burlington 3. és Cork 4. grófja (1695–1753), olajfestmény vásznon, ismeretlen művésztől, 1770 és 1829 között készült

Richard Boyle (1694. április 25. – 1753. december 3.) Burlington 2. grófja és Juliana Noel fia. Apja halála után, kilencévesen örökölte az ír Cork grófja, Dungarvan vikomtja és Youghal Boyle bárója, valamint az angol Burlington grófja, Clifford és Lanesborough Clifford bárói címeket. Tanulmányait az Oxfordi Egyetemen kezdte, majd hosszabb tanulmányutakat tett Franciaországban és Itáliában, ahol mély benyomást tett rá Andrea Palladio és Inigo Jones építészete.
Hazatérve Angliába, szenvedélyes pártfogója lett a klasszicista művészeteknek és építészetnek. Saját londoni rezidenciáját, a Burlington házat, majd a Chiswick villát is palladiánus stílusban alakította át William Kent segítségével. Baráti és művészi kapcsolatot ápolt többek között Alexander Pope-pal, John Gay-jel és Georg Friedrich Händellel is. A Royal Society tagjává választották, és jelentős könyv- és rajzgyűjteményt halmozott fel, melyek az építészetelmélet tanulmányozását is szolgálták. Nevéhez fűződik Inigo Jones örökségének újbóli felfedezése és megbecsültetése Angliában.
Politikai pályája kevésbé volt aktív, de számos címhez és tisztséghez jutott. 1715-től Írország kincstárnoka volt, 1721-ben tagja lett az ír titkos tanácsnak. 1721 és 1753 között East Riding of Yorkshire hadnagya. 1730-ban elnyerte a Térdszalagrendet. Bár több állami tisztséget betöltött, elsősorban kulturális és építészeti mecénási tevékenysége révén vált ismertté és elismertté.
Magánéletét jórészt visszavonultan élte, nem házasodott meg, és nem voltak törvényes örökösei. Birtokain jelentős fejlesztéseket végzett, különösen Chiswickben és Londesborough-ban, de anyagi helyzete életének végére megrendült. Írországi jövedelmei csökkentek, és kénytelen volt egyes földjeit eladni, hogy londoni rezidenciáit és műgyűjteményét fenntartsa. Kortársai egyszerre tisztelték ízlése, visszafogottsága és intellektusa miatt, gyakran illették a „polgári nemesség” példaképeként.
1753. december 3-án hunyt el a Chiswick House-ban. Mivel nem hagyott férfiági örököst, angol címei – köztük Burlington grófja és a Lanesborough Clifford bárója – kihaltak. Ír címei, köztük Cork grófja, tovább öröklődtek a Boyle család másik ágán, John Boyle, Orrery grófja révén. Építészeti hagyatéka, amely kulcsszerepet játszott a XVIII. századi angol építészet modernizációjában, ma is fennmaradt, különösen a Devonshire család gyűjteményeiben és a Chiswick House épületében.
- A Chiswick villa bejárata
- A Westminster School hálóépülete
- Burlington ház
- Holkham Hall
- Tottenham ház

## Burlington grófja (1831)

### George Augustus Henry Cavendish, Burlington 1. grófja
George Augustus Henry Cavendish William Cavendish (1754. március 21. – 1834. május 4.) Devonshire negyedik hercegének és Charlotte Elizabeth Boyle, Clifford 6. bárónőjének harmadik fiaként született. Politikai pályafutását whig képviselőként kezdte: 1775 és 1831 között három különböző választókerületben – Knaresborough, Derby és Derbyshire – is a brit parlament tagja volt. 1831. szeptember 10-én két, egymástól független, brit főnemesi rangot nyert: a másodjára létrehozott Burlington grófjává és Keighley Cavendish bárójává lett. Élete során többek között jogi díszdoktori címet kapott a Cambridge-i Egyetemen. 1815-ben megvásárolta a Burlington házat unokaöccsétől, Devonshire 6. hercegétől és átalakíttatta – ekkor épült meg például a Burlington Árkád. Foglalkozott lóversennyel is, selyemversenyruhája szalmasárga volt fekete sapkával. 1834-ben halt meg Burlington House-ban, örököse fia, Charles Cavendish lett. Felesége, Lady Elizabeth Compton 1835-ben hunyt el.
William Cavendish
William Cavendish (1783. január 10. – 1812. január 14.) az Eton College-ban és a cambridge-i Trinity College-ban tanult (1800–1803), majd a kor ifjai szokásos nagy külföldi tanulmányútra indult Európába. A porosz hadsereg berlini szemléjén is részt vett 1803-ban. A napóleoni háborúk idején katonai szolgálatát Angliában töltötte: 1803-ban a Derbyshire-i Milícia kapitánya, 1804-ben őrnagya, 1811-től haláláig ezredese volt. 1804-ben előbb Knaresborough, majd Aylesbury képviselőjeként került be a parlamentbe, 1806-tól haláláig Derby városát képviselte az alsóházban. A politikai pályán jelentős karriert futhatott volna be, de mindössze 29 évesen tragikus balesetben meghalt. A Holker Parkban, apja birtokán egy vadászatról hazatérve kocsijának gyeplője elszakadt, és miközben megpróbálta visszaszerezni az irányítást, kizuhant a járműből és azonnal szörnyethalt.

### A következő grófok
- William Cavendish (1720–1764), Devonshire 4. hercege, Burlington 2. grófja
- William Cavendish (1748–1811), Devonshire 5. hercege, Burlington 3. grófja
- William Cavendish (1790–1858), Devonshire 6. hercege, Burlington 4. grófja
- William Cavendish (1808–1891), Devonshire 7. hercege, Burlington 5. grófja
- Spencer Cavendish (1833–1908), Devonshire 8. hercege, Burlington 6. grófja
- Victor Cavendish (1868–1938), Devonshire 9. hercege, Burlington 7. grófja
- Edward Cavendish (1895–1950), Devonshire 10. hercege, Burlington 8. grófja
- Andrew Cavendish (1920–2004), Devonshire 11. hercege, Burlington 9. grófja
- Peregrine Cavendish (1944–), Devonshire 12. hercege, Burlington 10. grófja

## A Burlington cím első öt viselője családfán
A zászlók jelzik, ha a címet nem az angol főrendben hozták létre. Az hivatkozással bíró személyek életrajza abban a szócikkben olvasható, amely legmagasabb címükről szól. Ezért előfordulhat, hogy egy névre kattintva egy másik szócikkre visz át a Wikipédia.
- ♦ az első öt Cork gróf
- ♥ Burlington grófjai (nem az összes)
- ♠ Clifford bárói és bárónői
- Orrery grófjai[m 8] 1., 2., 3., 4. és 5.
- Az összes Lanesborough Clifford báró (a cím nincs feltüntetve a családfán) 1., 2., 3. és 4.
- Mindkét Shannon vikomt 1. és 2.
- A ★¹ ★² mutatja, hogy a családfán melyik két személy házasodott össze.

- Roger Boyle (1524–1576)
  - John Boyle (1563–1620)[m 9]
  - Richard Boyle (1566–1643),  ♦Cork 1. grófja
    - Joan Boyle (1611–1656) ∞ George FitzGerald (1612–1660)  Kildare 16. grófja
    - Richard Boyle (1612–1698),  ♦Cork 2. grófja, majd  ♥Burlington 1. grófja (1664) ∞ Elizabeth Clifford (1613–1691)  ♠Clifford 2. bárónője
      - Elizabeth Boyle (–1725) ∞ Nicholas Tufton (1631-1679)[m 10],  Thanet 3. grófja
      - Anne Boyle (1637–1671) ∞ Edward Montagu (1647–1688),  Sandwich 2. grófja
      - Frances Boyle (1637–1673) ∞ Wentworth Dillon (1637–1685)[m 11],  Roscommon 4. grófja
      - Charles Boyle (1639–1694),  Dungarvan 3. vikomtja[m 12]  ♠Clifford 3. bárója
        - Elizabeth Boyle (–1662) ∞ James Barry (1667–1748)[m 13],  Barrymore 4. grófja
        - Charles Boyle, (1669–1704),  ♥Burlington 2. grófja,  ♦Cork 3. grófja,  ♠Clifforrd 4. bárója ∞ Juliana Noel (1672–1750)
          - Juliana Boyle (~1685–1739) ∞ Charles Bruce (1682–1747)[m 14],  Ailesbury 3. grófja
          - Richard Boyle (1694–1753),  ♥Burlington 3. grófja,  ♦Cork 4. grófja,  ♠Clifforrd 5. bárója ∞ Dorothy Savile (1699–1758)
            - Dorothy Boyle (1724–1742) ∞ George FitzRoy (1715–1747)[m 15], Euston grófja
            - Julianna Boyle (1727–1730)[m 16]
            - Charlotte Boyle (1731–1754),  ♠Clifford 6. bárónője ∞ William Cavendish (1720–1764),  Devonshire 4. hercege  ♥Burlinton 2. grófja
              - William Cavendish (1748–1811)  Devonshire 5. hercege,  ♠Clifford 7. bárója ∞¹ Georgiana Spencer (1757–1806)[m 17] ∞² Elizabeth Christiana Hervey (1758–1824)
                - William Cavendish (1790–1858),  Devonshire 6. hercege,  ♠Clifford 8. bárója
                - Georgiana Cavendish (1783–1858), ½♠ ∞ George Howard (1773-1848)[m 18],  Carlisle 6. grófja
                  - Blanche Howard (1812–1840) ∞ William Cavendish (1808–91),  Devonshire 7. hercege ★¹

                - Harriet Cavendish (1785–1862) ½♠ ∞ Granville Leveson-Gower (1773–1846)[m 19],  Granville 1. grófja

              - Dorothy Cavendish (1750–1794) ∞ William Bentinck (1738–1809)[m 20],  Portland 3. hercege
              - George Augustus Henry Cavendish (1754–1834),  ♥Burlington 1. grófja
                - William Cavendish (1783–1812) ∞ Louisa Cavendish (1779 - 1863)
                  - William Cavendish (1808–91),  Devonshire 7. hercege ∞ Blanche Howard (1812–1840) ★¹

                - Charles Cavendish (1793–1863)[m 21],  Chesham 1. bárója
                  - ... innen Chesham bárói

          - Henrietta Boyle (1700–1746) ∞ Henry Boyle (1682–1764)[m 22],  Shannon 1. grófja ★²

        - Henry Boyle (1669–1725)[m 23],  Carleton 1. bárója
        - Mary Boyle (1670–1709) ∞ James Douglas (1662–1711),  Queensberry 2. hercege
        - Arabella Boyle (1671–1740) ∞ Henry Petty (1675–1751)[m 24],  Shelburne 1. grófja

      - Henrietta Boyle (1646–1687) ∞ Laurence Hyde (1642–1711)[m 25],  Rochester 1. grófja

    - Lewis Boyle (1619–1642)[m 26],  Kinalmeaky Boyle 1. vikomtja
    - Roger Boyle (1621–1679)[m 27],  Orrery 1. grófja
      - Barbara Boyle (– 1682) ∞ Arthur Chichester (1666–1706)[m 28],  Donegall 3. grófja
      - Margareth Boyle (~1644–1683) ∞ William O'Brien (1640–1692)[m 29],  Inchiquin 2. grófja
      - Roger Boyle (1646–1682)[m 30],  Orrery 2. grófja ∞ Mary Sackville (1647–1710)[m 31]
        - Lionel Boyle (1671–1703)[m 32],  Orrery 3. grófja ∞ Mary Sackville (~1680–1714)[m 31]
        - Charles Boyle (1674–1731)[m 33],  Orrery 4. grófja ∞ Elizabeth Cecil (1687–1708)
          - John Boyle (1707–1762)[m 1],  Orrery 5. grófja,  ♦Cork 5. grófja ∞ Henrietta Hamilton (–1732)
            - ...innen Cork és Orrery grófjai

      - Henry Boyle (1648–1693)[m 34]
        - Henry Boyle (1682–1764)[m 22],  Shannon 1. grófja ∞ Henrietta Boyle (1700–1746) ★²
          - ...innen Shannon grófjai

    - Francis Boyle (1623–1699)[m 35], Shannon 1. vikomtja
      - Richard Boyle (~1645–1679)
        - Richard Boyle (1675–1740)[m 36], Shannon 2. vikomtja ∞¹ Mary Sackville (~1680–1714)[m 31]

    - Mary Boyle (1625–1678) ∞ Charles Rich (1619–1673)[m 37],  Warwick 4. grófja
    - Robert Boyle (1627–1691)

## Címer

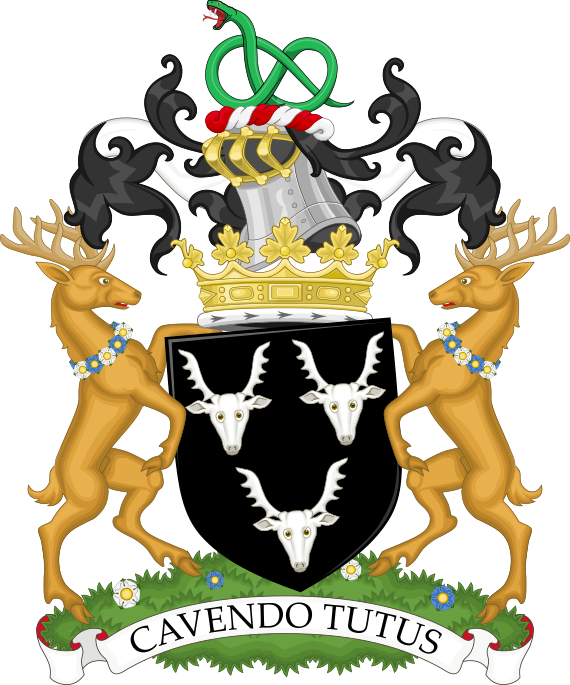
aaa

- Pajzs: fekete mezőben három ezüst szarvasfej homlokból ábrázolva.[m 38]
- Sisakdísz: Természetes színű csomóba tekeredett kígyó.[m 39]
- Pajzstartók: mindkét oldalon természetes színű szarvas, nyakuk körül váltakozó ezüst és kék rózsákból font koszorúval.
- Jelmondat: Cavendo Tutus, azaz „Óvatosság által biztonságban” vagy „Óvatosan biztonságban”. A jelmondat első három betűje a Cavendish első három betűjével megegyező, vélhetően szándékosan.

## Fordítás
- Ez a szócikk részben vagy egészben  az   Earl of Burlington című angol Wikipédia-szócikk ezen változatának fordításán alapul.  Az eredeti cikk szerkesztőit annak laptörténete sorolja fel. Ez a jelzés csupán a megfogalmazás eredetét és a szerzői jogokat jelzi, nem szolgál a cikkben szereplő információk forrásmegjelöléseként.
- Ez a szócikk részben vagy egészben  a   Richard Boyle, 1st Earl of Burlington című angol Wikipédia-szócikk ezen változatának fordításán alapul.  Az eredeti cikk szerkesztőit annak laptörténete sorolja fel. Ez a jelzés csupán a megfogalmazás eredetét és a szerzői jogokat jelzi, nem szolgál a cikkben szereplő információk forrásmegjelöléseként.
- Ez a szócikk részben vagy egészben  a   Charles Boyle, 2nd Earl of Burlington című angol Wikipédia-szócikk ezen változatának fordításán alapul.  Az eredeti cikk szerkesztőit annak laptörténete sorolja fel. Ez a jelzés csupán a megfogalmazás eredetét és a szerzői jogokat jelzi, nem szolgál a cikkben szereplő információk forrásmegjelöléseként.
- Ez a szócikk részben vagy egészben  a   Richard Boyle, 3rd Earl of Burlington című angol Wikipédia-szócikk ezen változatának fordításán alapul.  Az eredeti cikk szerkesztőit annak laptörténete sorolja fel. Ez a jelzés csupán a megfogalmazás eredetét és a szerzői jogokat jelzi, nem szolgál a cikkben szereplő információk forrásmegjelöléseként.
- Ez a szócikk részben vagy egészben  a   George Cavendish, 1st Earl of Burlington című angol Wikipédia-szócikk ezen változatának fordításán alapul.  Az eredeti cikk szerkesztőit annak laptörténete sorolja fel. Ez a jelzés csupán a megfogalmazás eredetét és a szerzői jogokat jelzi, nem szolgál a cikkben szereplő információk forrásmegjelöléseként.
- Ez a szócikk részben vagy egészben  a   William Cavendish (MP for Derby) című angol Wikipédia-szócikk ezen változatának fordításán alapul.  Az eredeti cikk szerkesztőit annak laptörténete sorolja fel. Ez a jelzés csupán a megfogalmazás eredetét és a szerzői jogokat jelzi, nem szolgál a cikkben szereplő információk forrásmegjelöléseként.
- Ez a szócikk részben vagy egészben  a   William Cavendish, 7th Duke of Devonshire című angol Wikipédia-szócikk ezen változatának fordításán alapul.  Az eredeti cikk szerkesztőit annak laptörténete sorolja fel. Ez a jelzés csupán a megfogalmazás eredetét és a szerzői jogokat jelzi, nem szolgál a cikkben szereplő információk forrásmegjelöléseként.